# Карвер (округ)
Ка́рвер (англ. Carver County) — округ в штате Миннесота, США. Административный центр — Часка, крупнейший город — Шанхассен. По переписи 2000 года в округе проживают 70 205 человек. Площадь — 974 км², из которых 924,5 км² — суша, а 49,5 км² — вода. Плотность населения составляет 76 чел./км².

## История
Округ был основан в 1855 году.